# Ida Vium
Ida Kramer Vium (født 2. februar 1996 i Lemvig) er en dansk håndboldspiller, der spiller for Ringkøbing Håndbold. Hun havde egentligt indstillet karrieren i 2020 i en alder af kun 24, efter hendes kontrakt med svenske Skövde HF var udløbet. Men i 2023 blev hun overbevist af sin gamle klub Ringkøbing Håndbold til at vende tilbage til håndboldbanen.
Hun har op til flere U-landsholdskampe på CV'et.
Udover håndbolden har Vium arbejdet som fysioterapeut.